# Блэк-Ривер (округ)
Блэк-Ривер (англ. Rivière Noire, рус. Чёрная река) — округ Маврикия, расположенный в западной части страны. По состоянию переписи 2010 года, численность населения составляет 76 627 человек, район занимает площадь 259,0 км², плотность населения — 295,86 чел./км². В округе находится полуостров — Леморн Брабант, ландшафт которого в 2008 году был включён в список Всемирного наследия ЮНЕСКО.